# Jaguar R2
Der Jaguar R2 war der Formel-1-Rennwagen von Jaguar für die Formel-1-Saison 2001. Der Motor kam von wie beim Vorgänger vom Motorenlieferanten Cosworth. Die Reifen stellte erstmals der französische Reifenhersteller Michelin.
Der Nachfolger des Wagens für die Saison 2002 wurde der Jaguar R3.

## Lackierung und Sponsoring

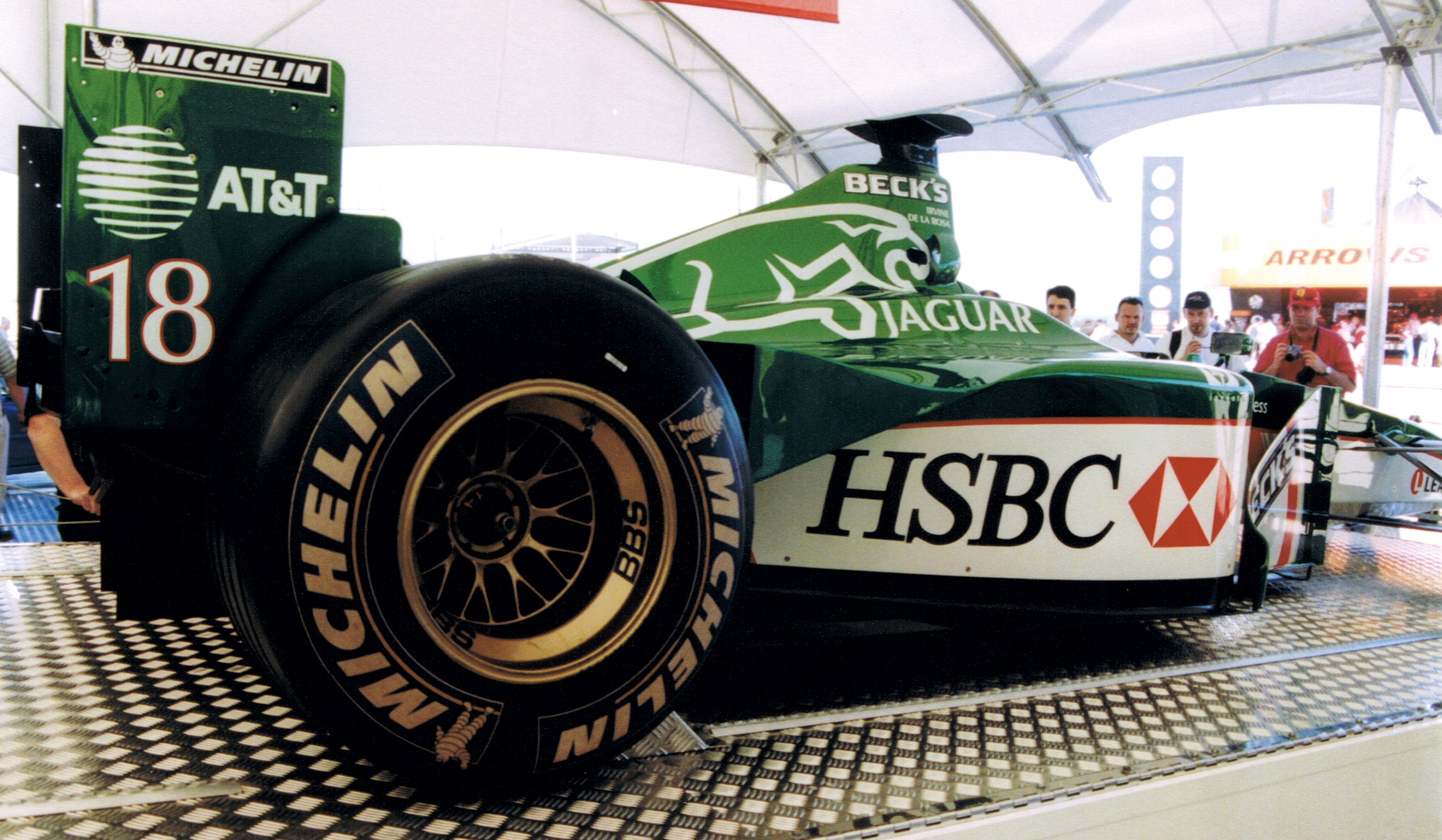
Detailansicht des Heckflügels

Die Grundfarbe des R2 war Grün (British Racing Green). Neben dem Hauptsponsor HSBC gab es auch Sponsorenaufkleber von Beck’s, von Texaco, Michelin, AT&T, hp und Lear.

## Fahrer

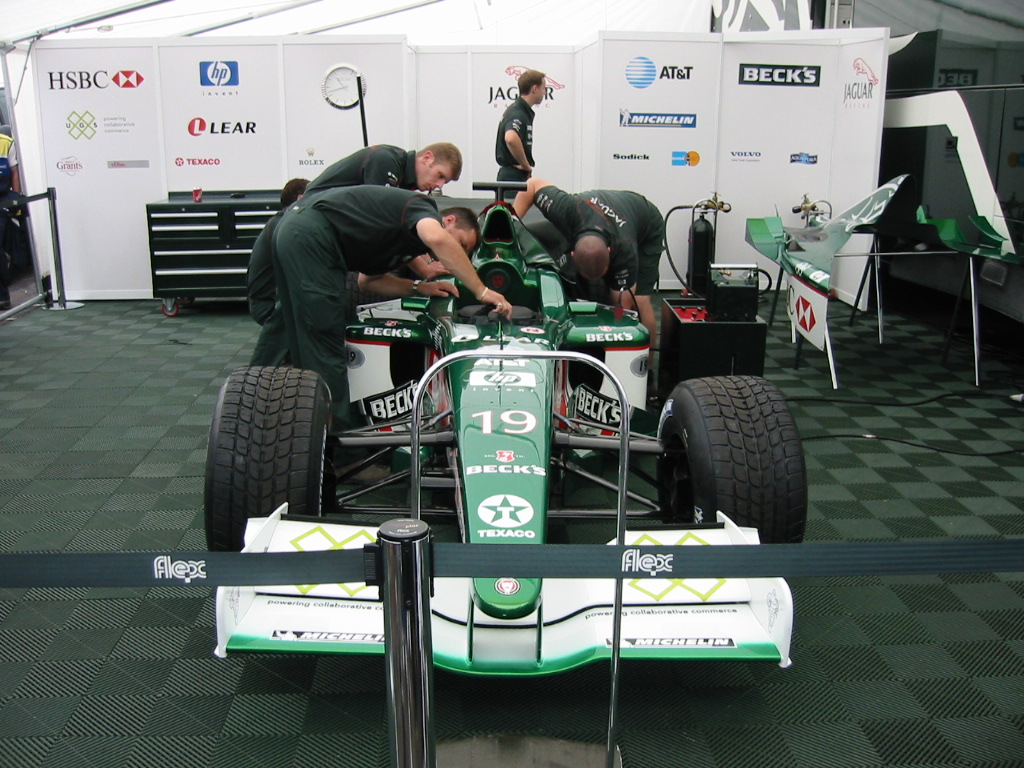
Ein R2 wird für eine öffentliche Vorführung vorbereitet.

Als Fahrer für den R2 fiel die Wahl erneut auf Eddie Irvine (Nr. 18) sowie auf Luciano Burti (Nr. 19). Nach nur vier Rennen wurde Burti durch Pedro de la Rosa ersetzt. Test- und Ersatzfahrer war Tomas Scheckter.

## Saison 2001
Für Jaguar war 2001 eine Saison der Konsolidierung nach einem desaströsen Einstieg 2000 mit nur vier Punkten in der Konstrukteurswertung. Das Auto war konservativer und verlässlicher und der Erfolg des Teams war etwas besser, wenn auch kein Quantensprung. Es gab nur vier Zielankünfte in den Punkterängen, wobei der dritte Platz von Eddie Irvine in Monaco den ersten Podiumsplatz für Jaguar bedeutete. In der Konstrukteurswertung erreichte man den achten Platz mit neun Punkten.

## Ergebnisse
| Fahrer               | Nr.                  | 1  | 2   | 3   | 4   | 5   | 6   | 7   | 8   | 9 | 10  | 11 | 12  | 13  | 14  | 15  | 16 | 17  | Punkte | Rang |
| -------------------- | -------------------- | -- | --- | --- | --- | --- | --- | --- | --- | - | --- | -- | --- | --- | --- | --- | -- | --- | ------ | ---- |
| Formel-1-Saison 2001 | Formel-1-Saison 2001 |    |     |     |     |     |     |     |     |   |     |    |     |     |     |     |    |     | 9      | 8.   |
| E. Irvine            | 18                   | 11 | DNF | DNF | DNF | DNF | 7   | 3   | DNF | 7 | DNF | 9  | DNF | DNF | DNS | DNF | 5  | DNF | 9      | 8.   |
| L. Burti             | 19                   | 8  | 10  | DNF | 11  |     |     |     |     |   |     |    |     |     |     |     |    |     | 9      | 8.   |
| P. de la Rosa        | 19                   |    |     |     |     | DNF | DNF | DNF | 6   | 8 | 14  | 12 | DNF | 11  | DNF | 5   | 12 | DNF | 9      | 8.   |

| Legende  | Legende            | Legende                                                          |
| Farbe    | Abkürzung          | Bedeutung                                                        |
| -------- | ------------------ | ---------------------------------------------------------------- |
| Gold     | –                  | Sieg                                                             |
| Silber   | –                  | 2. Platz                                                         |
| Bronze   | –                  | 3. Platz                                                         |
| Grün     | –                  | Platzierung in den Punkten                                       |
| Blau     | –                  | Klassifiziert außerhalb der Punkteränge                          |
| Violett  | DNF                | Rennen nicht beendet (did not finish)                            |
| Violett  | NC                 | nicht klassifiziert (not classified)                             |
| Rot      | DNQ                | nicht qualifiziert (did not qualify)                             |
| Rot      | DNPQ               | in Vorqualifikation gescheitert (did not pre-qualify)            |
| Schwarz  | DSQ                | disqualifiziert (disqualified)                                   |
| Weiß     | DNS                | nicht am Start (did not start)                                   |
| Weiß     | WD                 | zurückgezogen (withdrawn)                                        |
| Hellblau | PO                 | nur am Training teilgenommen (practiced only)                    |
| Hellblau | TD                 | Freitags-Testfahrer (test driver)                                |
| ohne     | DNP                | nicht am Training teilgenommen (did not practice)                |
| ohne     | INJ                | verletzt oder krank (injured)                                    |
| ohne     | EX                 | ausgeschlossen (excluded)                                        |
| ohne     | DNA                | nicht erschienen (did not arrive)                                |
| ohne     | C                  | Rennen abgesagt (cancelled)                                      |
| ohne     | keine WM-Teilnahme |                                                                  |
| sonstige | P/fett             | Pole-Position                                                    |
| sonstige | 1/2/3/4/5/6/7/8    | Punktplatzierung im Sprint-/Qualifikationsrennen                 |
| sonstige | SR/kursiv          | Schnellste Rennrunde                                             |
| sonstige | *                  | nicht im Ziel, aufgrund der zurückgelegten Distanz aber gewertet |
| sonstige | ()                 | Streichresultate                                                 |
| sonstige | unterstrichen      | Führender in der Gesamtwertung                                   |